# Jakow Punkin
Jakow Grigoriewicz Punkin (ros. Яков Григорьевич Пункин; ur. 8 grudnia 1921 w Zaporożu, zm. 12 października 1994 tamże) – radziecki zapaśnik walczący w stylu klasycznym. Złoty medalista olimpijski z Helsinek 1952, w kategorii do 62 kg.
Piąty na mistrzostwach świata w 1953 roku.
Mistrz ZSRR w 1949, 1950, 1951, 1954 i 1955; trzeci w 1953 i 1956 roku. Skończył karierę w 1960 roku. Trener klubowy.